# Завод MTBE у Паньцзіні
Завод MTBE у Паньцзіні — складова розташованого у провінції Ляонін нафтохімічного майданчику компанії Panjin Heyun Industrial Group.
Одним із напрямків діяльності Panjin Heyun є випуск високооктанової паливної присадки — метилтретинного бутилового етеру (MTBE), який отримують шляхом реакції ізобутилена та метанола. Станом на початок 2010-х компанія мала дві установки річною потужністю 50 та 200 тисяч тон МТВЕ, а в 2012-му до них приєдналась третя з показником 200 тисяч тон.
Необхідний ізобутилен отримують шляхом дегідрогенізації ізобутану, для чого в 2014-му ввели установку річною потужністю 400 тисяч тон на рік, яка використовує технологію C4 Oleflex компанії Honeywell UOP.
Більшу частину ізобутану отримують на цьому ж майданчику шляхом ізомеризації бутану за технологією C4 Butamer. Загальна потужність двох установок ізомеризації становить 350 тисяч тон на рік.